# Walter Kreisch
Walter Kreisch (* 8. März 1912; † nach 1950) war ein deutscher Fußballspieler. Er wurde mit der Landesauswahl Sachsen Reichsbundpokalsieger 1936, mit dem Dresdner SC Deutscher Meisterschaftsdritter 1939 und mit der SG Friedrichstadt DDR-Vizemeister 1949/50.

## Sportliche Laufbahn
Walter Kreisch spielte spätestens seit der Saison 1932/33 für den Dresdner SC als Abwehrspieler. Sein erstes Spiel ist vom 5. März  1933 bekannt. Er war auch in der Landesauswahl Sachsen zwischen 1933 und 1937 fünfzehnmal eingesetzt und gewann mit dieser  1935/36 den Reichsbundpokal, und  1936/37 den zweiten Platz.
Vom 4. Mai 1941 ist sein letztes Spiel für den Dresdner SC bekannt.
Nach 1945 schloss sich Walter Kreisch bald der neu gegründeten SG Friedrichstadt an, wie viele andere ehemalige Spieler des Dresdner SC auch. 
1949/50 bestritt er in der ersten DDR-Meisterschaft 20 Spiele für diesen Verein. Beim letzten entscheidenden Spiel um die Meisterschaft gegen die ZSG Horch Zwickau wurde er als Spielführer nach wenigen Minuten durch ein Foul so schwer verletzt, dass er ausscheiden musste. Zu dieser Zeit war er 38 Jahre alt.
Seine weitere Laufbahn ist unbekannt.